# Mathmos
Mathmos è una compagnia britannica che produce articoli per l'illuminazione famosa in particolare per la lampada Lava, creata da Edward Craven Walker. La sede principale dell'azienda Mathmos si trova presso lo stabilimento di Poole, nella regione del Dorset (UK).

## Storia
La lampada Astro o Lava lamp come è più spesso chiamata, fu ideata da Edward Craven-Walker intorno al 1963.  Craven-Walker registrò la patente per la lampada in una serie di mercati internazionali; nel 1966 vendette i diritti di riproduzione e vendita nel mercato americano alla Lava Simplex International, mentre mantenne i diritti per la produzione nel mercato europeo che gestì attraverso la sua compagnia Crestworth.
I diritti in America sono di proprietà delle imprese Haggerty ma la produzione delle lampade a seguito della chiusura degli stabilimenti è stata trasferita in Cina. In Europa viceversa il modello originale delle lampade di Craven-Walker continua ad essere realizzato dalla Mathmos negli stessi stabilimenti avviati nel 1963 a Poole, nel Regno Unito. Anche la formula del composto della lampada Lava - sviluppata negli anni ‘60 e in seguito riadattata negli anni ‘90 da Craven-Walker stesso - è tutt'oggi in uso.
Le vendite della lampada Lava hanno subito andamenti alternati. Vera e propria icona del suo tempo la lampada fu venduta in milioni di copie per tutti gli anni '60 e '70. Dopo un periodo di calo le lampade Lava conobbero un periodo di revival agli inizi degli anni ‘90 con la nuova gestione di Cressida Granger e David Mulley che rilanciarono le vendite delle lampade in modo considerevole passando da 10,000 a 800,000 unità nel giro di un decennio.
Nel 1992 il nome della compagnia Crestworth fu modificato in Mathmos, termine preso in prestito dal film Barbarella del 1968 (nel film Mathmos o matmos è riferito ad una sorta di lago in ebollizione situato sotto la città di Sogo). La compagnia produce oltre alle lampade Lava anche altri prodotti di illuminazione sia per interni che per esterni. La Mathmos ha vinto due premi della Regina per l'esportazione e un numero di altri riconoscimenti nel campo del Design. Edward Craven-Walker ha continuato a lavorare nell'azienda in qualità di consulente e direttore della compagnia sino all'anno della sua morte nel 2000.

### La nuova Mathmos
Dal 1999 la Mathmos - sotto l'unica direzione di Cressida Granger - ha ampliato la sua gamma di prodotti mantenendo e rinforzando al contempo la linea della lampada Lava originale. I nuovi articoli sono progettati sia internamente grazie al nuovo studio dedicato Mathmos Design Studio sia in collaborazione con progettisti e designer esterni del calibro di Ross Lovegrove e El Ultimo Grito. Tra le nuove linee realizzate negli ultimi anni, le lampade a luci LED ricaricabili che cambiano colore hanno riscosso particolare successo oltre ad aver ottenuto riconoscimenti e premi di categoria. La Mathmos ha inoltre sviluppato nuove tecniche di illuminazione come la Airswitch, una tecnologia che permette di accendere, spegnere e controllare il livello di luce attraverso semplici movimenti della mano eseguiti in prossimità  della lampada. Nel 2009 la Mathmos ha inaugurato un nuovo settore di produzione con il lancio della lampada Fireflow, la prima lampada a candela tea light. Le lampade Lava della Mathmos sono oggi riconosciute come dei classici del design.

## Riconoscimenti imprenditoriali e di marketing
- 1997 e 2000 - Premio della Regina per l'Esportazione[4]
- 1999 - Fast Track 100 (la Mathmos si attesta terza classificata tra le aziende manifatturiere con il più alto indice di crescita)[5]
- 1997 - Premio Yell per il miglior sito web commerciale[6]
- Anno 1998 – Miglior sito per consumatori secondo Design Week

## Premi per Design di prodotto
- 2006 - Premio Red Dot per la Lampada “Grito”[7]
- 2005 - Vincitore Gift Magazine Design Homewares con la lampada “Airswitch tc”.
- 2003 - Menzione speciale della rivista Design Week per la lampada “Aduki”
- Lampada “Tumbler”: Premio Form 2001, Premio Red Dot 2002, menzione speciale della rivista Design Week 2002
- Lampada “Fluidium”: finalista 2001 miglior prodotto votato dai consumatori per la rivista Design Week 2001, finalista miglior prodotto d'illuminazione FX Magazine 2000
- Lampada “Bubble”: Premio di eccellenza nell'Industrial Design (IDEA) 2001[8], Menzione speciale D&AD 2001, Premio Red Dot 2001, Premio della rivista Light Magazine Decorative Lighting 2001

## Esposizioni e Pubblicazioni
- 2009 - Mostra dedicata alle lampade della Mathmos Lava vintage al London Design Festival[9]
- 2008 - Partecipazione con la lampada “Astro”alla mostra Design Icons presso Harrods & Design Museum[10]
- 2007 - Partecipazione con la lampada “Telstar” a Era Spaziale, Museo dell'infanzia[11]
- 2006 - Le lampade “Bubble, Airswitch tc, Aduki ni, Grito” sono dal 2006 in esposizione nella collezione permanente del V&A[12]
- 2005 - Partecipazione con la lampada “Airswitch tc” all'esposizione primavera “Touch Me” presso il V&A[13]
- 2005 - Partecipazione con la lampada “Fluidium” alla mostra “Blobjects and Beyond” presso il San Jose Museum of Art
- 2003 - Partecipazione con la lampada ‘bubble” al Great Expectations Exhibition presso il Design Council[14]
- 2003 - La lampada “Aduki” è stata pubblicata sul catalogo International Design Year Book 2003
- 2002 - La lampada “Tumbler” è stata pubblicata sul catalogo International Design Year Book 2002
- 2001 - Partecipazione con le lampade “Bubble” e “Skin” all'esposizione presso il Cooper Hewitt Museum di New York
- 2001 - La lampada “bubble” è stata presentata all'esposizione presso il Design Council New York nel 2002, e pubblicata sul catalogo International Design Year Book nel 2001[15]